# Metal: A Headbanger's Journey
Pour les articles homonymes, voir Metal (homonymie).
Pour plus de détails, voir Fiche technique et Distribution.
Metal: A Headbanger's Journey (Metal : voyage au cœur de la bête, en français) est un documentaire sur l'univers du metal sorti en 2005 (2006 en France le 19 juin 2006) et réalisé par Sam Dunn (anthropologue) et Scot McFadyen (en) en 2005. Il a pour but d'analyser le milieu du heavy metal d'un point de vue  strictement anthropologique.
La première projection a eu lieu au festival international du film de Toronto en 2005. Le film est disponible en DVD aux États-Unis depuis le 19 septembre 2006.

## Contenu
Il se présente sous la forme de différents chapitres retraçant l'apparition de ce  genre, ses codes, ses sous-genres, ses modes de vie et même ses dérives. Le réalisateur essaye également de détruire certains clichés stigmatisant ce milieu tout en restant le plus impartial possible et en faisant intervenir un grand nombre de témoins venus de différents horizons (musiciens ou non).

## Fiche technique
- Titre : Metal : voyage au cœur de la bête
- Titre original : Metal: A Headbanger's Journey
- Réalisation : Sam Dunn, Scot McFadyen (en) et Jessica Joy Wise
- Scénario : Sam Dunn et Scot McFadyen
- Photo : Brendan Steacy
- Montage : Mike Munn
- Producteurs : Scot McFadyen et Sam Dunn
- Pays d'origine : Canada
- Genre : documentaire
- Durée : 95 minutes
- Date de sortie : 2005

## Les intervenants
Note : ce film a été doublé en français au Canada, sous forme de voice-oiver
- Sam Dunn (VFC : Louis-Philippe Dandenault) : présentateur et narrateur du documentaire
- Rolf Rasmussen (VFC : Jean-Luc Montminy) : pasteur adjoint de l'église de Bergen.
- Robert Kampf (VFC : François Godin) : Fondateur du label Century Media

### Musiciens
- Tom Araya (VFC : Sylvain Hétu) (Slayer)
- Blasphemer (Mayhem)
- Randy Blythe (Lamb of God)
- Jackie Chambers (Girlschool)
- Alice Cooper
- Denis D'Amour (Voivod)
- Bruce Dickinson (VFC : François L'Écuyer) (Iron Maiden)
- Ronnie James Dio (VFC : Éric Gaudry) (Dio), (Black Sabbath)
- George Fisher (Cannibal Corpse)
- Gaahl (VFC : François L'Écuyer) (Gorgoroth)
- Varg Vikernes (Burzum) (images d'archives)
- Angela Gossow (Arch Enemy)
- Ihsahn (Emperor)
- Tony Iommi (VFC : Luis de Cespedes) (Black Sabbath)
- Joey Jordison (Slipknot)
- John Kay (VFC : Benoît Rousseau) (Steppenwolf)
- Lemmy Kilmister (VFC : Éric Gaudry) (Motörhead)
- Kerry King (Slayer)
- Grutle Kjellson (Enslaved)
- Mercedes Lander (Kittie)
- Morgan Lander (Kittie)
- Geddy Lee (VFC : Louis-Georges Girard) (Rush)
- Necrobutcher (VFC : François L'Écuyer) (Mayhem)
- Kim McAuliffe (Girlschool)
- Tom Morello (Rage Against the Machine)
- Mark Morton (Lamb of God)
- Vince Neil (Mötley Crüe)
- Ivar "Bjørnon" Peersen (Enslaved)
- Doro Pesch
- Samoth (Emperor)
- James Shaffer (KoЯn)
- Dee Snider (VFC : Ghislain Taschereau) (Twisted Sister)
- Corey Taylor (Slipknot)
- Jørn Tunsberg (Hades Almighty)
- Alex Webster (Cannibal Corpse)
- Rob Zombie (VFC : Jean-François Beaupré)

### Non musiciens
- Bob Ezrin, producteur (Kiss, Alice Cooper, Pink Floyd)
- Monte Conner, responsable chez Roadrunner Records
- Robert Walser, musicologue
- Malcolm Dome, écrivain
- Chuck klosterman, écrivain
- Pamela Des Barres, groupie
- Keith Kahn-Harris, sociologue
- Gavin Baddeley, écrivain
- Brian Slagel, propriétaire de Metal Blade Records
- Eddie Trunk, animateur radio à New York
- Deena Weinstein, sociologue
- Rose Dyson, écrivain

## Groupes apparaissant sur la B.O.
- Accept
- Arch Enemy
- Blue Cheer
- Burn To Black (groupe dont Sam Dunn fait partie)
- Burzum
- Cannibal Corpse
- Children of Bodom
- Diamond Head
- Dio
- Enslaved
- Girlschool
- Iron Maiden
- Lamb of God
- Metallica
- Motley Crue
- Motörhead
- Rage Against the Machine
- Rush
- Sepultura
- Slayer
- Slipknot
- Twisted Sister
- Van Halen
- Venom

## Arbre généalogique des différents genre du heavy metal
Sam Dunn a établi un tableau descriptif sur la progression des sous genres et dérivés du heavy metal (c'est-à-dire du hard rock classique, au punk et hardcore). Tout cela en énumérant, les groupes les plus représentatifs. Cela dit, certain groupe pouvant être classés dans plusieurs tableaux au vu de leur évolution et changement musical. 
- Scène hard rock avant le heavy metal (1963-1972) :

Cream ; Jimi Hendrix ; Blue Cheer ; The Stooges ; Deep Purple ; Led Zeppelin ; Black Sabbath
- Shock rock (1968-1983)  :

Arthur Brown ; Alice Cooper ; Kiss ; Ozzy Osbourne ; WASP
- Hard rock originel (1971-1979) :

Thin Lizzy ; Blue Öyster Cult ; Aerosmith ; AC/DC ; Ted Nugent
- Punk rock (1975-1979) :

Sex Pistols ; The Ramones ; The Clash ; The Dead Boys ; The Damned
- Power metal (1976-présent) :

Scorpions ; Manowar ; Helloween ; HammerFall ; Blind Guardian ; Accept ; DragonForce
- New wave of British heavy metal (1976-1983) :

Motörhead ; Saxon ; Iron Maiden ; Judas Priest ; Angel Witch ; Diamond Head
- Glam metal (1973-1991) :

Mötley Crüe ; Twisted Sister ; Poison ; Cinderella
- Pop metal (1978-présent) :

Quiet Riot ; Europe ; Def Leppard ; Van Halen ; Guns N' Roses ; Doro Pesch
- Hardcore (1980-1986) :

Agnostic Front ; The Exploited ; D.O.A. ; Black Flag
- Thrash metal (1983-présent) :

Metallica ; Megadeth ; Anthrax ; Slayer ; Kreator ; Sodom ; Destruction ; Sepultura
- Death metal (1985-présent) :

Death ; Morbid Angel ; Obituary ; Cannibal Corpse ; Deicide ; Nile
- Première vague black metal (1981-1986) :

Sarcófago ; Venom ; Mercyful Fate ; Bathory ; Celtic Frost
- Death metal suédois (1990-présent) :

Arch Enemy ; In Flames ; Dark Tranquility ; Amon Amarth ; Soilwork ; Opeth ; Children of Bodom (FIN)
- Black metal norvégien (1991-présent) :

Mayhem ; Darkthrone ; Burzum ; Immortal ; Emperor ; Enslaved ; Dimmu Borgir ; Gorgoroth ; Cradle of Filth (UK)
- Metal gothique (1991-présent) :

Paradise Lost ; Theatre of Tragedy ; My Dying Bride ; Theatres des Vampires ;  Katatonia ; Therion
- Metal industriel (1988-présent) :

White Zombie ; Godflesh ; Ministry ; Nine Inch Nails ; Marilyn Manson ; Rammstein ; Rob Zombie
- Grunge (1988-1994) :

Nirvana ; Pearl Jam , Alice in Chains ; Green River
- Nu metal (1994-2003) :

Korn ; Slipknot ; Limp Bizkit ; Coal Chamber ; System of a Down ; Papa Roach ; Disturbed
- New wave of American heavy metal (2000-présent) :

Machine Head ; Killswitch Engage; Lamb of God ; As I Lay Dying